# Diisopropylfluorphosphat
Diisopropylfluorphosphat (DFP oder DIFP) ist eine chemische Verbindung aus der Gruppe der organischen Phosphorsäureester. Die farblose Flüssigkeit wirkt wie viele andere Mitglieder der Stoffgruppe als Nervengift.

## Geschichte
DFP wurde erstmals im Zweiten Weltkrieg von englischer Seite entwickelt und produziert. Es war gedacht, DFP als taktisches Gemisch mit Senfgas (Lost) einzusetzen. Dadurch wäre es zu einem Kontaktgift geworden.

## Gewinnung und Darstellung
DFP kann durch Reaktion von 2-Propanol mit Phosphortrichlorid, welches anschließend chloriert und danach zu Fluor substituiert wird, gewonnen werden.

## Verwendung
In der Augenmedizin wird DFP als Miotikum zur Therapie des Glaukoms (Grüner Star) verwendet. Bei biochemischen Tests dient es als Inhibitor der Acetylcholinesterase und von Serinproteasen. Von einer tatsächlichen Verwendung von DFP im Kriegseinsatz ist nicht bekannt.

## Biologische Bedeutung

### Toxizität
Diisopropylfluorphosphat verhindert den Abbau des Neurotransmitters Acetylcholin durch eine irreversible (nicht umkehrbare) Reaktion im aktiven Zentrum des Enzyms Acetylcholinesterase. Es entsteht eine Verbindung zwischen dem Hemmstoff Diisopropylfluorphosphat und dem Enzym Acetylcholinesterase. Die darauf folgende Dauererregung (Dauerdepolarisation) der Synapsen durch Acetylcholin in den betroffenen Nervenzellen führt zu starken Krämpfen und Tod. Acetylcholin wirkt als Transmittersubstanz bei der Erregung im parasympathischen (vegetativen) Nervensystem und an den neuromuskulären Synapsen. Die Wirkung von Diisopropylfluorphosphat ist dadurch gegeben, dass es sich mit Serinseitenketten im aktiven Zentrum zahlreicher Enzyme kovalent verbindet.

### Symptome
- Bei geringem Kontakt treten Atemnot, Kopfschmerzen, ein Druckgefühl in der Brust auf. Es kommt zu erheblichen Schweißausbrüchen, Sehstörungen, verbunden mit Augenschmerzen und einem erhöhten Ausscheiden von Nasensekret, Speichel und Tränenflüssigkeit. Eine Verengung der Pupille (Miosis) ist ebenfalls zu beobachten.
- Bei stärkerem Kontakt sind diese Anzeichen gleichfalls zu beobachten und es kommt außerdem zu Durchfällen und Erbrechen, verbunden mit Bewusstseinsstörungen und Krämpfen.
- Bei schweren Vergiftungen verstärken sich die vorher genannten Symptome. Es kommt zu unkontrollierter Stuhl- und Harnabgabe. Durch eine Atemlähmung tritt der Tod ein.

## Sicherheitshinweise

### Erste Hilfe
- Bei Atemstillstand: siehe Atemspende und Beatmung.
- Bei einem Kontaktgift ist eine Beatmung nicht möglich.